# العلاقات التوفالية الكرواتية
العلاقات التوفالية الكرواتية هي العلاقات الثنائية التي تجمع بين توفالو وكرواتيا.

## مقارنة بين البلدين
هذه مقارنة عامة ومرجعية للدولتين:
| وجه المقارنة                                              | توفالو                         | كرواتيا                                                  |
| --------------------------------------------------------- | ------------------------------ | -------------------------------------------------------- |
| المساحة (كم2)                                             | 26                             | 56.59 ألف                                                |
| عدد السكان (نسمة)                                         | 11.19 ألف                      | 4.11 مليون                                               |
| الكثافة السكانية (ن./كم²)                                 | 43.04 ألف                      | 72.63                                                    |
| العاصمة                                                   | فونافوتي                       | زغرب                                                     |
| اللغة الرسمية                                             | اللغة التوفالوية، لغة إنجليزية | اللغة الكرواتية                                          |
| العملة                                                    | دولار توفالو                   | كونا كرواتية                                             |
| الناتج المحلي الإجمالي (بليون دولار)                      | 39.73 مليون                    | 54.85 مليار                                              |
| الناتج المحلي الإجمالي (تعادل القوة الشرائية) بليون دولار | 38.93 مليون                    | 94.64 مليار                                              |
| الناتج المحلي الإجمالي الاسمي للفرد دولار أمريكي          | 3.29 ألف                       | 11.54 ألف                                                |
| الناتج المحلي الإجمالي للفرد دولار أمريكي                 | 3.77 ألف                       | 21.64 ألف                                                |
| مؤشر التنمية البشرية                                      |                                | 0.818                                                    |
| رمز المكالمات الدولي                                      | +688                           | +385                                                     |
| رمز الإنترنت                                              | .tv                            | .hr                                                      |
| المنطقة الزمنية                                           | ت ع م+12:00                    | توقيت وسط أوروبا، ت ع م+01:00، ت ع م+02:00، أوروبا/زغرب ‏ |

## منظمات دولية مشتركة
يشترك البلدان في عضوية مجموعة من المنظمات الدولية، منها:
| علم المنظمة | اسم المنظمة                   | تاريخ انضمام توفالو | تاريخ انضمام كرواتيا |
| ----------- | ----------------------------- | ------------------- | -------------------- |
|             | الاتحاد الدولي للاتصالات      | 15 أغسطس 1996       | 3 يونيو 1992         |
|             | مؤسسة التنمية الدولية         | 24 يونيو 2010       | 25 فبراير 1993       |
|             | يونسكو                        | 21 أكتوبر 1991      | 1 يونيو 1992         |
|             | منظمة حظر الأسلحة الكيميائية  | ?                   | ?                    |
|             | الأمم المتحدة                 | 5 سبتمبر 2000       | 22 مايو 1992         |
|             | الاتحاد البريدي العالمي       | ?                   | ?                    |
|             | البنك الدولي للإنشاء والتعمير | 24 يونيو 2010       | 25 فبراير 1993       |

## وصلات خارجية
- موقع وزارة الخارجية الكرواتية